# Santuario de Júpiter Doliqueno

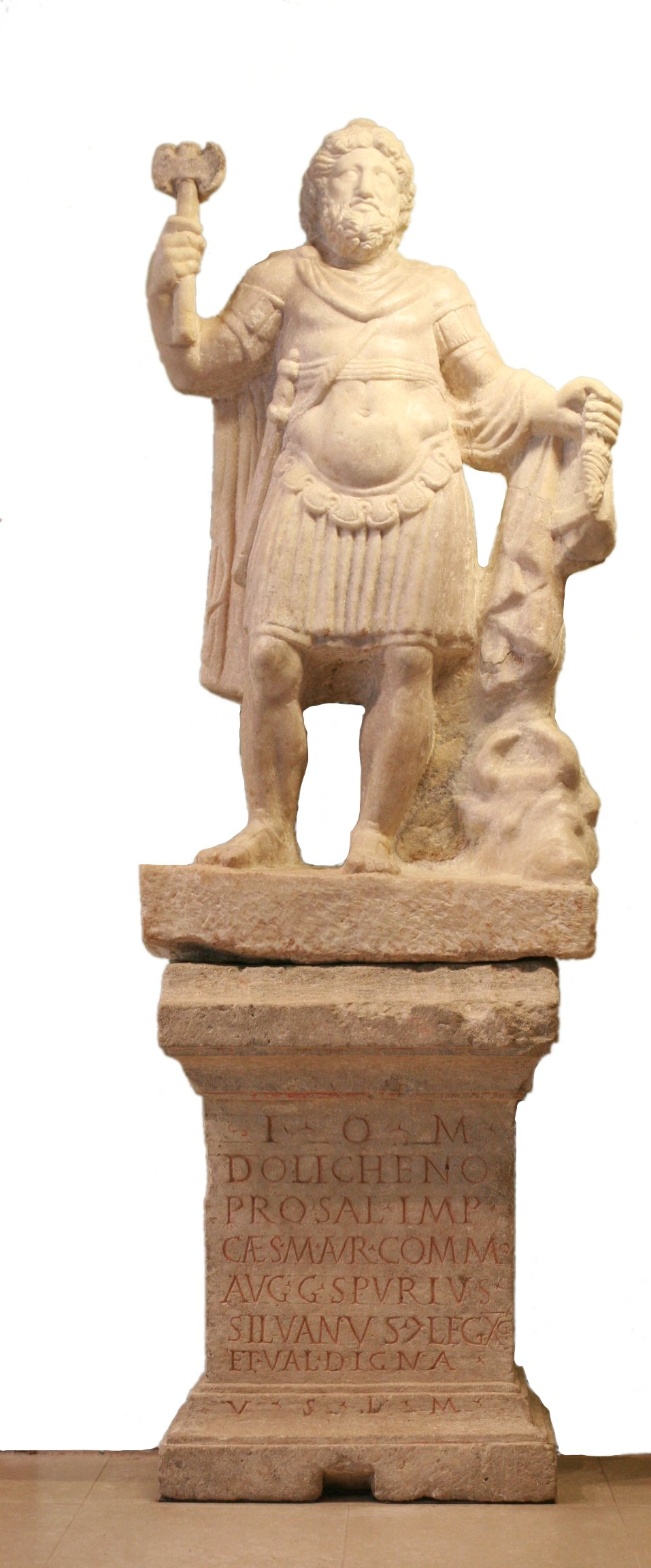
Estatua de Júpiter Doliqueno del.

El santuario de Júpiter Doliqueno (en latín Dolocenum, Doliqueno) era un templo romano situado en la colina del Aventino (Roma). Existía también un segundo santuario en el Esquilino. 
Construido en la época de Antonino Pío, que favoreció los cultos orientales, el sello de los ladrillos refleja una fecha de construcción posterior a 138, mientras que una inscripción lo data en 150. En la segunda mitad del siglo II disponía de una cubierta (inicialmente abierta), según señalan los sellos de las baldosas. 
Fue restaurado varias veces en el siglo III, cuando el culto de Júpiter Doliqueno, deidad procedente de Asia Menor, estaba en su apogeo.
El templo estaba incluido en los Cataloghi Regionari y gracias a diversos descubrimientos se pudo situar en la vecindad de las basílicas de Santa Sabina y la de los santos Bonifacio e Alesio. Fue encontrado en 1935 con ocasión de la apertura de la vía San Domenico, excavando el lado mayor al norte y parte de los lados menores y encontrando un patio con restos de edificaciones anteriores, probablemente de la época augustea. La planta total mide 22,60 x 12 m. 
Disponía de una gran sala central precedida de atrio y dos estancias menores adyacentes, casi cuadradas. La gran sala central era la más importante y aquí se encontraron restos de un altar y una gran inscripción a Júpiter Doliqueno por parte de Annius Iulianus y Annius Victor. Dos bancos enfrentados y adosados a los muros de la gran sala probablemente indican que se celebrasen allí banquetes sagrados. Una de las estancias laterales podría haber sido una schola y la otra, se podría utilizar para las lustraciones. Al contrario que los mitreos o templos dedicados a Mitra, los doliquenos no tenían una distribución estándar definida.
En el edificio se descubrieron muchas estatuas, relieves e inscripciones, que han mostrado un culto sincrético, que tendía a añadir deidades diferentes, especialmente las de los edificios sagrados vecinos al Aventino: Diana, Isis, Serapis, Mitra, los Dioscuros, el Sol y la Luna. Estos objetos están conservados en los Museos Capitolinos.